# Minerální prameny v Luhačovicích
Luhačovické minerální prameny charakteru chladných hydrogenuhličitano-chlorido-sodných kyselek stojí za vznikem a jsou i základem věhlasu nejznámějších moravských léčebných lázní. Část pramenů je volně přístupná návštěvníkům, druhá skupina je užívána pro balneologické účely. Nejznámější z minerálních vod, Vincentka je k dispozici také v lahvích i mimo Luhačovice.
Luhačovické minerálky se vyznačují typickou slanou chutí, vysokým obsahem oxidu uhličitého a teplotou okolo 10–14 °C. Využívány jsou k pitným kúrám, inhalacím a ke koupelím. Pomáhají zvláště na onemocnění dýchacího a trávicího ústrojí, na poruchy látkové výměny, krevního oběhu a pohybového aparátu.

## Historie
Volně vyvěrající minerální prameny s vodou slané chuti – slanice, upozorňující na sebe typickým bubláním a barevnými usazeninami byly v oblasti dnešních Luhačovic místním známy od nepaměti, podle archeologických nálezů je záměrně vyhledávali již pravěcí kočovní lovci. Trvalejší osídlení oblasti je ale známo až od 12. stol. Na úpatích Malé a Velké Kamenné byly jejich přirozené vývěry uchovávány jako malé studánky s dřevěným obložením až do konce 17. století. Do širší povědomosti o účincích na zdraví se dostaly za Serényiů, kteří panství získali příkupem pobělohorského konfiskátu roku 1629 (Gabriel Serenyi, 1598?–1664) a drželi je až do roku 1945. Zejména příslušníci rodu Ondřej († 1689), Vincenc (1752–1810), Jan Nepomuk (1776–1854) a Otto Jan (1855–1927) se angažovali v jejich léčebném a komerčním využití.
Za počátek oficiálního léčebného využití luhačovických pramenů je považován rok 1669, kdy vyšel tiskem spisek brněnského městského fyzika Jana Ferdinanda Hertoda „Tartaro-Mastix Moraviae“ s rozborem vod a léčebným doporučením. Složením a účinky zdejších minerálních vod se v počátcích zabývali a mezi širší odbornou veřejností "luhačovickou vodu" ve svých publikacích zpopularizovali lékaři a přírodovědci J. H. Crantz (1777), Jan Nepomuk Mitrovský (1788), A.A.F. Kiesewetter (1792–1793), F. Spenkuch (1798–1813), nebo J. Ferstl (1820–1883).
První pramen zvaný „bublavý“ (od r. 1792 Amandka) dal na Malé Kamenné upravit Ondřej Serényi někdy mezi lety 1670–1680. Druhým podchyceným byl pramen „hlavní“, pozdější původní Vincentka, po roce 1680. Již kolem roku 1700 byly známy Sirkovnica (Sírný pramen) a „pramen v hoře“ (či „lesní pramen“, též Luisin pramen). V roce 1800 jmenoval Vincenc Serényi prvním lázeňským lékařem ranhojiče Františka Sonnenberga. Od 20. let byla Vincentka již naveliko stáčena do lahví. V první pol. 19. stol. přibyl „Nový pramen“ (později Janovka), po polovině stoleti pak byly vykopány studny pramenů Antonínka, Luční (Jubilejní) a Ústřední. V 19. století Vincentka, Amandka, Aloiska a Janovka patřily k nejznámějším pitným pramenům, ke koupelím byly využívány prameny Josefův, Luční nebo Pumpový.
K dalšímu rozvoji využívání došlo po převzetí lázní akciovou společností po roce 1902 pod vedením dra F. Veselého (1862–1923). Pramen původně volně vytékající ze strže „V Zelnici“ byl roku 1905 obezděn, vyveden ve sklípku a pojmenován Ottovka. Ještě roku 1910 byl při regulaci říčky zachycen volně vytékající pramen Elektra. Roku 1930 byl pramen navrtán z hloubky 81 m a sveden na lázeňské náměstí. Při prvním v Luhačovicích prováděném vrt u studny Janovka roku 1929 vytryskla pod tlakem voda do výše až 20 m, pramen tak byl přejmenován na Gejzír. V 60. letech 20. století bylo v provozu 12 pramenů – volně vytékající: Vincentka, Aloiska, Ottovka, Gejzír (v r. 1967 převrtán a přejmenován na pramen dr. Fr. Šťastného), Amandka, Elektra, a jímané v mělkých studnách: Antonínka, Čítárna, Janovka, Jubilejní, Ústřední a Sírný pramen. V 70. letech byly navrtány zdroje Bystrica, Dagmar a Elektra II.
Havárie kanalizačního sběrače v lednu 1987 vedla k masivní, více než dvouměsíční kontaminaci mělkých zdrojů. Prameny tak musely být podchyceny čerpanými vrty ve větších hloubkách druhé zvodně 30–50 m (Nová Čítárna, Nová Janovka, Nový Jubilejní, Nová Vincentka, Vincentka II, Vladimír). V této době měly Luhačovice dvacet kyselek a jeden sirný pramen. Vrtem Vincentka II (1988) byl ale podtržen blízký zdroj Amandka, voda z něj tak dnes již není dostupná. Posléze pro opakující se problémy se znečišťováním, ať už přirozeným nebo antropogenním, zakázalo ministerstvo zdravotnictví v roce 1993 využívání minerálních vod z mělkých zdrojů do 15 metrů hloubky. Zlikvidovány téhož roku tak byly přírodní léčivé zdroje (PLZ) Antonínka, Čítárna, Janovka, Ústřední a Dagmar. Dočasně ponechány byly pramen Jubilejní, a Bystrica a Elektra II jako pozorovací zdroje.
Další rozvoj zřídelní základy nastal po polovině 90. let, kdy byly vyhloubeny a zprovozňovány vrty pro vlastní potřeby nově privatizovaných lázeňských domů. Roku 1997 byl v areálu sanatoria Miramare navrtán pramen Jaroslava. V letech 1999–2000 byl pro stejné zařízení rekonstruován 5 let starý zkušební vrt BJ 321 u kostela sv. Rodiny a pokřtěn po sv. Josefu. Pro LD Praha byly na úbočí Malé Kamenné otevřeny vrty Marie (2008–2010) a Viola (2010). K roku 2025 bylo na území Luhačovic 15 PLZ, z nich 2 pozorovací (Jubilejní a Amandka). Využívány jsou Vincentka II, Aloiska, Nový Jubilejní, Nová Čítárna, Nová Janovka, pramen MUDr. Františka Šťastného, Ottovka, Elektra, Viola, sv. Josef, Jaroslava, Marie, Vladimír.

## Hydrogeologie

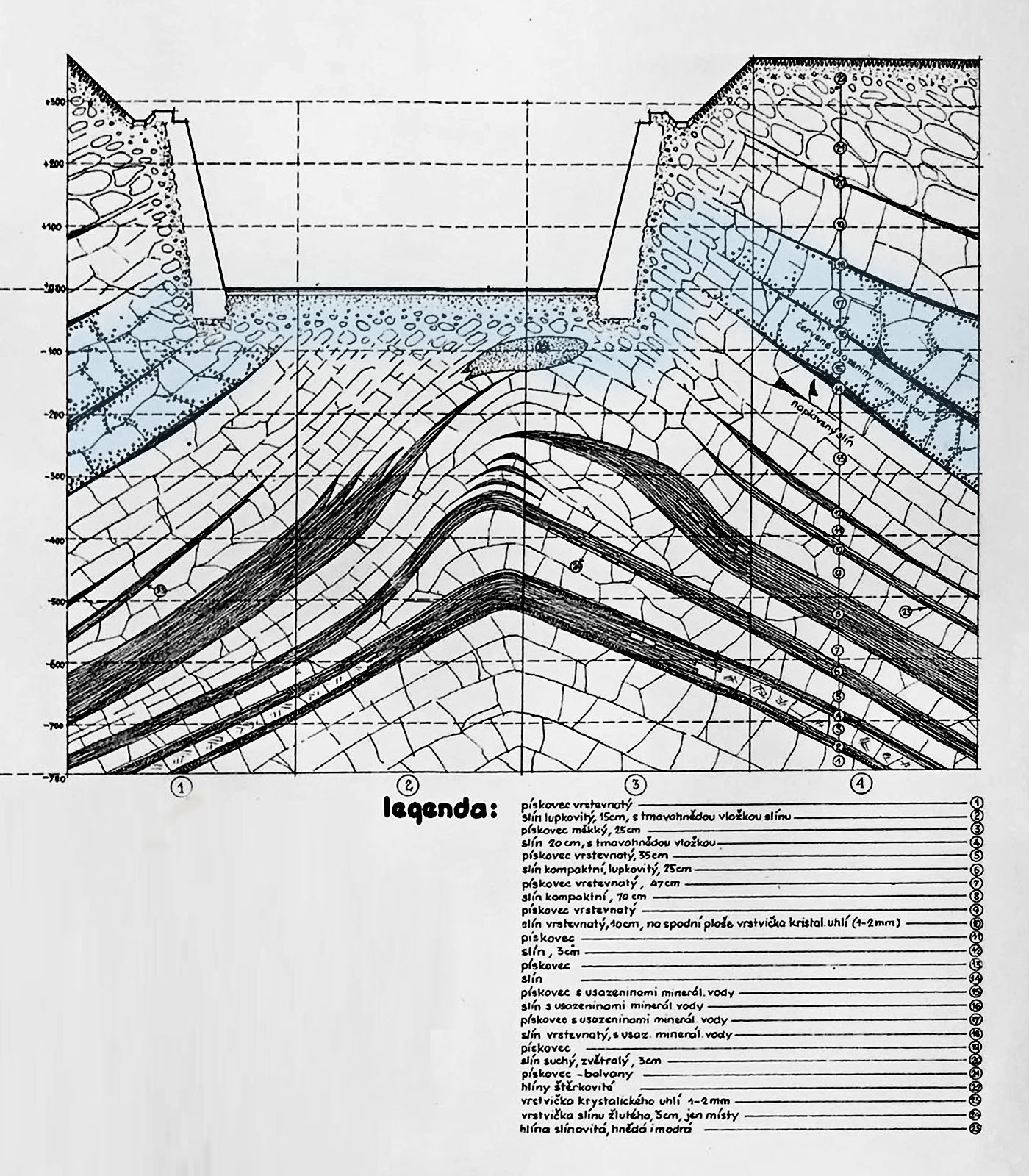
Vrstevnatá flyšová antiklinální vrása s vystupující zvodní v prameném okolí Vincentky, výkres podle průzkumu ze 30. let 20. století

Vody luhačovických minerálních pramenů jsou synsedimentální, mořského původu. Náleží k typu studených hydrogenuhličitano-chlorido-sodných kyselek, jsou bohatě proplyněny oxidem uhličitým a mají zvýšený obsah dalších minerálů s obsahem prvků jako sodík, draslík, vápník, hořčík, železo, mangan, měď, stroncium, hliník, jód, lithium, barium, fluor, bór, berylium, stříbro či zinek.
Oblast Luhačovic patří podle geologické klasifikace do račianské jednotky magurské příkrovové skupiny pásma vnějších Západních Karpat, specificky pak do luhačovických vrstev zlínského souvrství, vizovické vrchoviny. Typický pro ně je flyšový vývoj, kdy se střídají vrstvy různých typů sedimentů, na jedné straně pískovce a slepence, představující zvodněné kolektory, proložené jílovci, fungujícími jako izolátory mezi vrstvami. Sedimenty se ukládaly na dně pravěkých moří, mezi svrchní křídou a myocénem (před 96–23 mil. let). Ve čtvrtohorách došlo k jejich zvrásnění a vyzdvižení. Takto uzavřená rezidua slané mořské vody, přeměněná chemismem typu naftových vod, se stala základem prvotní mineralizace, mj. charakteristické zvýšeným obsahem bóru, uhlovodíků a jódu.
Z hlediska tektoniky je pro luhačovickou oblast charakteristická výrazná antiklinální (vyklenutá) stavba vrásy, s osou procházející údolím Luhačovického potoka (též uváděn jako říčka Šťávnice, nebo Horní Olšava) v orientaci ca. sv-jz. Antiklinála je porušena řadou zlomů, z nich pro zdejší zřídelní strukturu nejvýznamnější je nezdenický (rozložený mezi Biskupicemi u Luhačovic a Březovou pod Lopeníkem). Postvulkanickým projevem zlomové tektoniky je výstup hlubinného, juvenilního CO₂, který se sekundárně, leč výrazně podílí na složení luhačovických minerálek.
Voda okyselená oxidem uhličitým rozpouští v hloubce okolní horniny, obohacuje se tak dalšími minerály a naopak klesá její prvotní salinita. Při výstupu na povrch pak případně dochází k jejímu naředění podpovrchovou vodou z mělkých vrstev (při mělkém záchytu pramene).

## Nejvýznačnější luhačovické prameny
| Především k pitné kúře je po roce 2013 k dispozici sedm pramenů:                                 | Zvláště pro balneologické účely jsou využívány prameny:                          |  |
| - Vincentka - Pramen MUDr. Františka Šťastného - Aloiska - Ottovka - Svatý Josef - Viola - Marie | - Nový Jubilejní - Nová Čítárna - Nová Jankovka - Elektra - Jaroslava - Vladimír |  |

Vedle těchto pramenů existují z rozhodnutí Českého inspektorátu lázní a zřídel ještě zdroje pozorovací a záložní, které nejsou toho času používány k léčebným účelům. Jsou to prameny Amandka a Jubilejní.

### Amandka

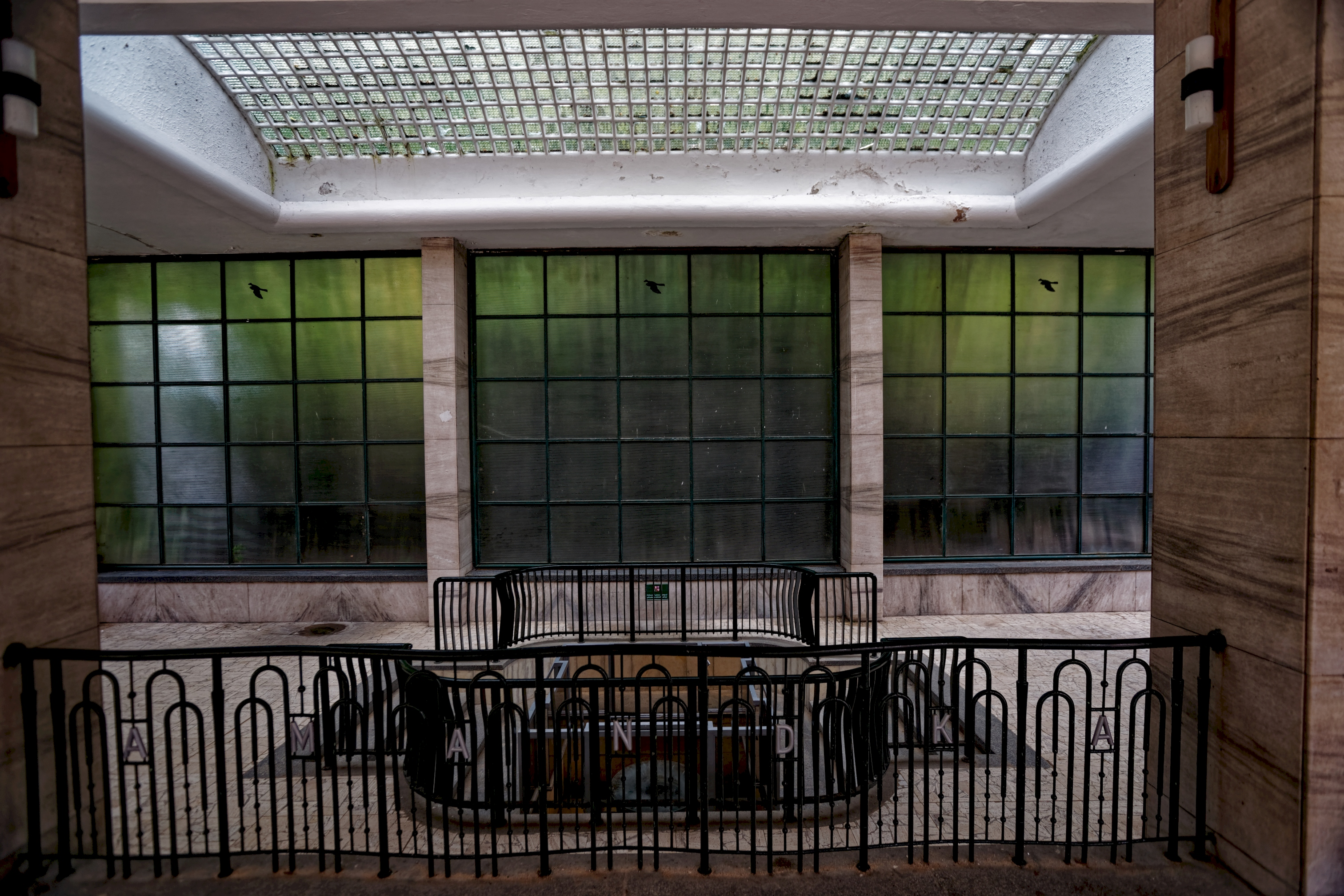
Pramen Amandka, Velká kolonáda

Amandka, prapůvodně známá jako „pramen bublavý“, byla prvním pramenem využívaným od počátků novodobého luhačovického lázeňství. Její vývěr dal na úpatí Malé Kamenné upravit Ondřej Serényi někdy mezi lety 1670–1680, později byla vyzděna mělká studna a pramen zastřešen. Jméno Amandka po Ondřejově bratrovi nesla od r. 1792. V 19. století byl nad její studnou dřevěný altán a u ní a sousední Vincentky dřevěná kolonáda. Při výstavbě Velké kolonády Oskara Pořízky v roce 1946–1950 byla na ni umístěna i Amandka. Při navrtávání Vincentky II roku 1988 byl pramen podtržen, došlo tak k poklesu jeho hladiny a voda z něj tak dnes již nevytéká, částečně se ale mísí s Vincentkou. Dnes již nefunkční odběrová váza minerální vody je na západním konci Velké kolonády, poblíž Janova domu.
Vydatnost pramene silně proplyněného CO₂ byla 3,7 l/min. Voda byla využívána k pitným kúrám.
Lokalizace: 49°6′24″ s. š., 17°45′46″ v. d.

### Vincentka

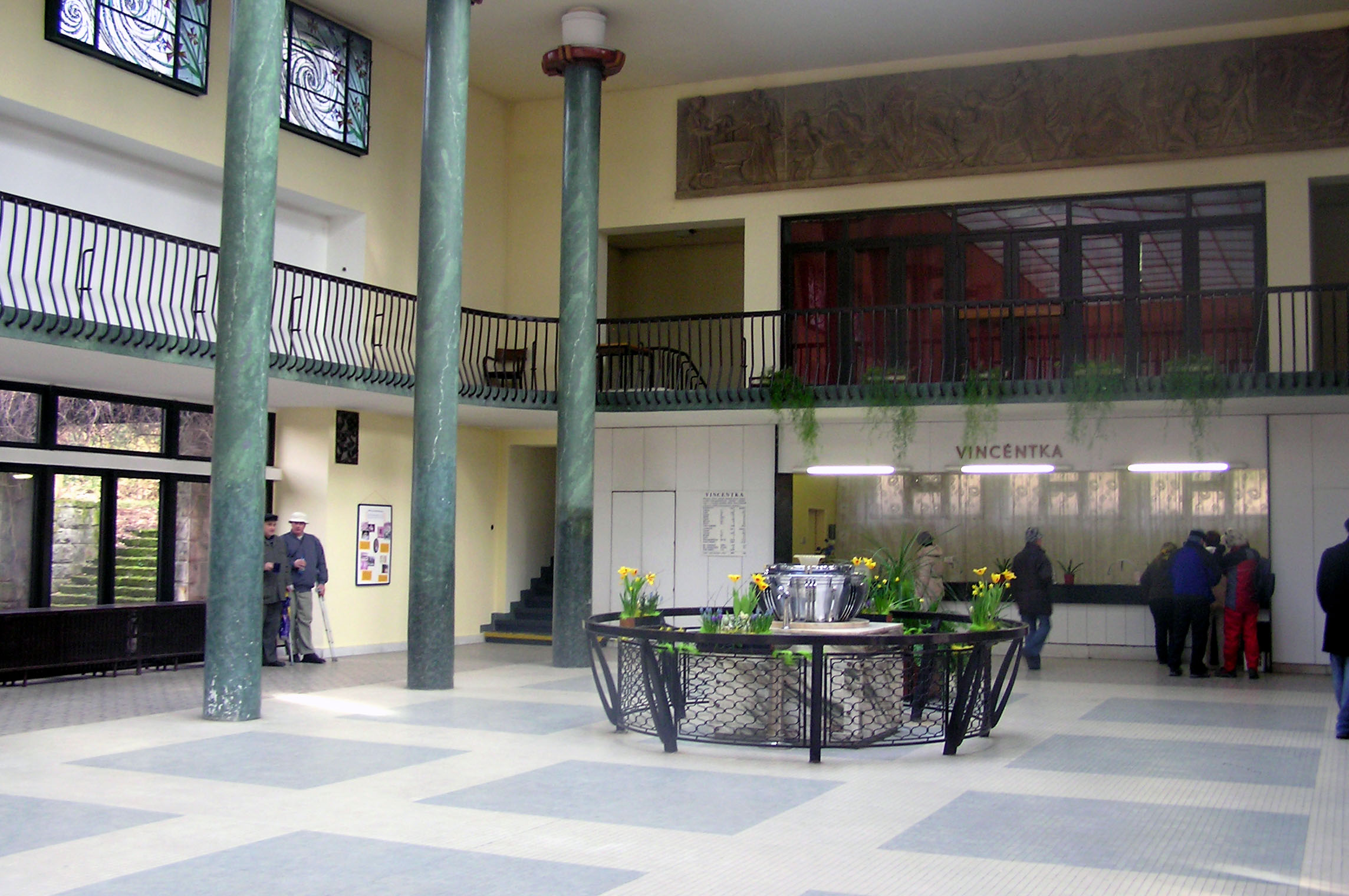
Interiér haly s Vincentkou

Pramen původně vyvěral za kolonádou na severním úpatí výšiny Velká Kamenná. Od 80. let je jímán níže, dvěma vrty o hloubce 50,2 m a 35 m, když druhý z nich slouží k plnění minerálky do lahví. Pojmenování „Vincentka“ je na počest majitele zdejšího panství Vincence Serényiho, který se zasloužil o rozkvět lázní. Dříve býval označován jako „Hlavní pramen“. Na konci 18. století byl pramen obezděn a následně i zastřešen. Posléze byl vybudován pavilon ve tvaru kaple a na stěně vyzdobené malbou byl napsán text: „Nemocnému k útěše, zdravému k potěše.“ V roce 1947, při výstavbě nové kolonády, byl pramen zaveden do současné haly. U výdejního pultu je možné minerální vodu odebírat jak studenou (v její přírodní teplotě), tak i ohřátou.
Vydatnost pramene činí 10 až 12 litrů za minutu a využívá se k pitné léčbě a také k léčebným inhalacím. Celková mineralizace je 9,1–9,9 g/l.
Lokalizace: 49°6′27″ s. š., 17°45′46″ v. d.

### Pramen Dr. Šťastného

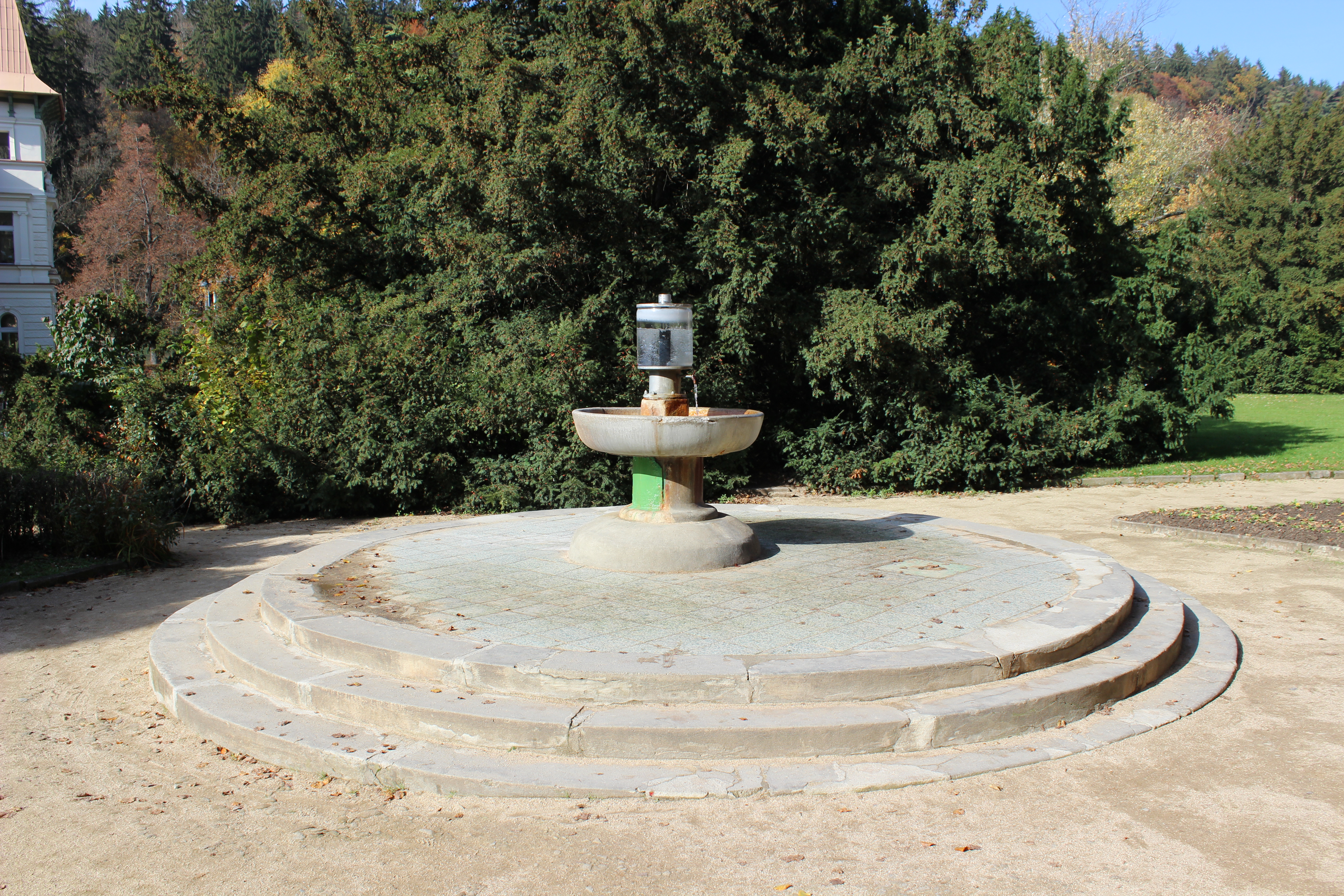
Pramen MUDr. Františka Šťastného

V místech, kde je dnes pramen, byla na počátku 20. století kopaná studna Janovka. V jejím dnu se prováděl zkušební vrt až do hloubky 80 m. Když bylo dosaženo hloubky 39 m, došlo k erupci proplyněné minerální vody a ta stříkala až do výše téměř 20 m. Objevený pramen dostal jméno „Gejzír“. Posléze se však ukázalo, že dochází ke snižování vydatnosti pramenů v okolní, byl proto zregulován. V historii své utěsnění několikrát prorazil a musel být znovu regulován a znovu vystrojen (1939, 1963). Současná úprava je z roku 1967, při které byl zároveň přejmenován na „Pramen MUDr. Františka Šťastného“, na počest luhačovického rodáka (1913–1944), jehož za druhé světové války umučili nacisté za ošetřování raněných partyzánů. Skleněná pramenná váza bývá v zimním období kvůli nebezpečí poškození mrazem odstraněna a pramen neteče.
Voda je velmi silně mineralizovaná, hypertonická, hydrogenuhličitano-chlorido-sodného typu se zvýšeným obsahem jodu, lithia, stroncia, barya, bromidů, fluoridů a kyseliny borité. Vydatnost pramene je po regulaci 5 litrů za minutu a je využíván k pitným kúrám pro ozdravění organismu dle doporučení lékaře.
Lokalizace: 49°6′18″ s. š., 17°45′36″ v. d.

### Aloiska

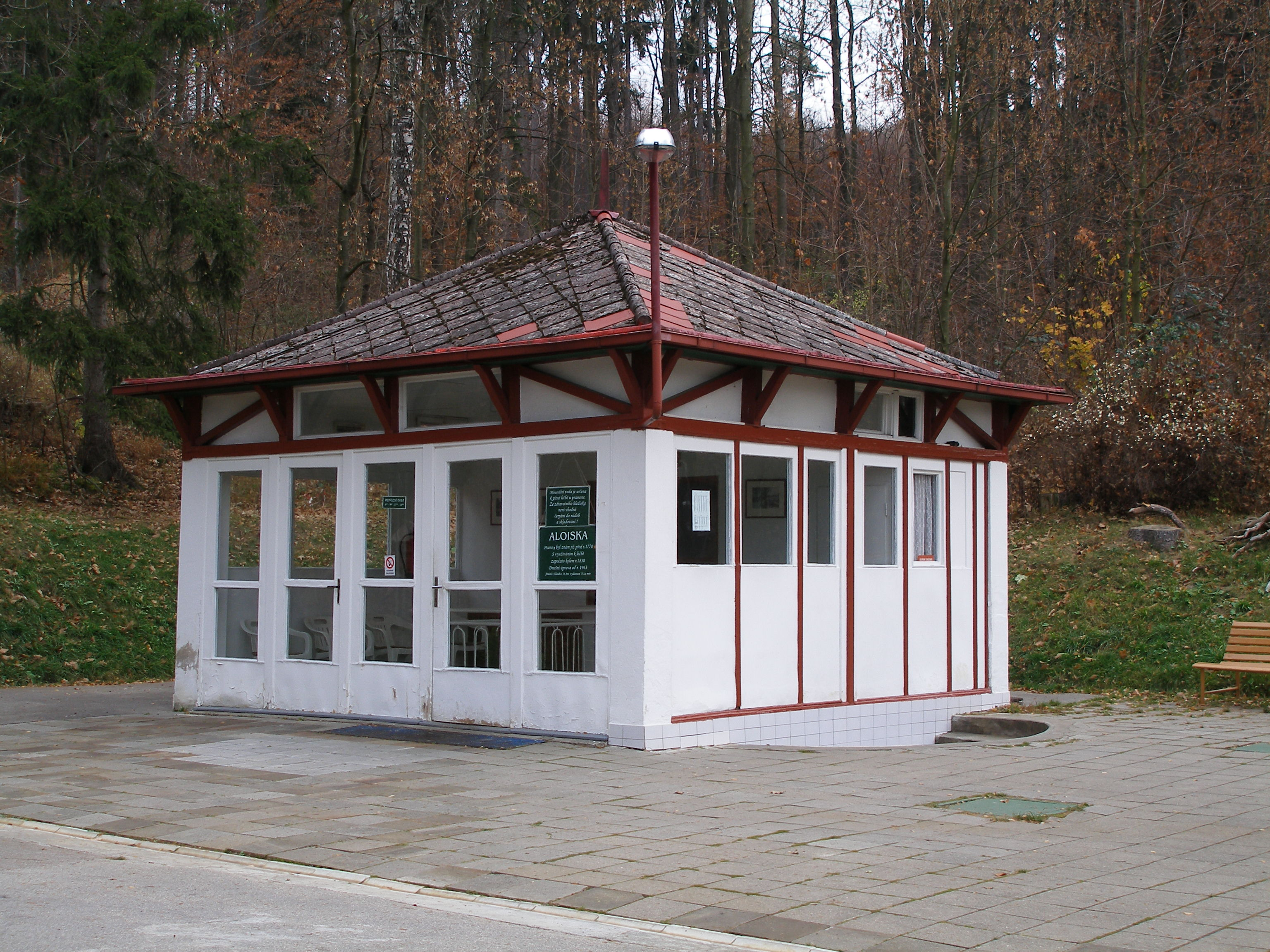
Pramen Aloiska

Aloiska se řadí k nejstarším pramenům v Luhačovicích, protože byla známa již před rokem 1770. Vyvěrá v parku nad tzv. Bílou čtvrtí asi o 30 metrů výše než ostatní prameny. K  pitné léčbě se začal využívat až ve dvacátých letech 19. století. V té době se pramenu říkalo „Lesní pramen“, někdy „Pramen v hoře“ a jindy též „Luisin pramen“. Z počátku zde byla pouze studánka, později se vybudovala kamenná jímka, nad kterou byl zřízen dřevěný pavilon. Významnější zásah do jímání byl proveden v letech 1904 a následně ještě 1929 a 1930, kdy vydatnost pramene začala klesat. Tehdy byl starý pramen zrušen a došlo k jeho opětovnému zachycení ve studni o hloubce téměř 14,5 metru a přejmenování na „Aloisku“. Do současné podoby byl pavilón upraven v roce 1963.
Průměrná vydatnost pramene je 3 litry za minutu a jeho voda je užívána k pitné léčbě, především při onemocněních zažívacích orgánů a k inhalacím. Celková mineralizace je ca 8 g/l.
Lokalizace: 49°6′8″ s. š., 17°45′53″ v. d.

### Ottovka

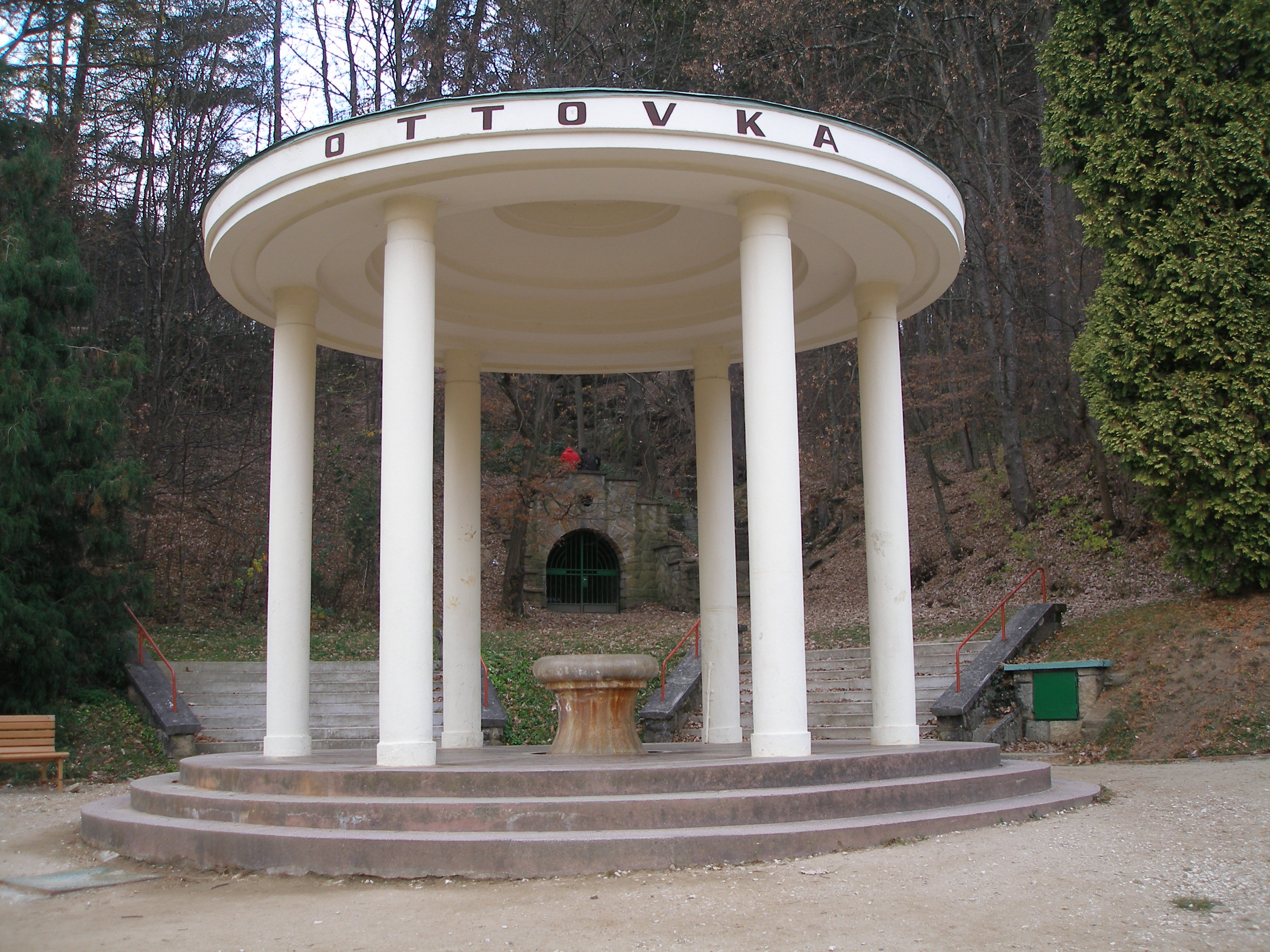
Pavilón Ottovky, v pozadí vstup do jeskyně s vývěrem pramene

Minerální voda tohoto pramene původně volně vytékala ze strže zvané „V Zelnici“, která se nachází na pravém břehu Luhačovického potoka na úpatí výšiny Malá Kamenná. V roce 1905 byl pramen zachycen v kamenném sklípku a pojmenován po hraběti Ottovi Serényiovi. V roce 1929 byl před ním postaven kruhový pavilón s malou výtokovou kašnou, z níž voda nepřetržitě vytéká. Autorem této stavby je architekt Josef Skřivánek. V roce 1937 přibyla kamenná kašna, a posléze roku 1939 byl původní pramenný sklípek upraven na klenutou jeskyňku uzavíranou mřížovou branou.
Vydatnost pramene je do 3 litrů za minutu, využívá se k pitným kúrám.
Lokalizace: 49°6′21″ s. š., 17°45′31″ v. d.

### Svatý Josef

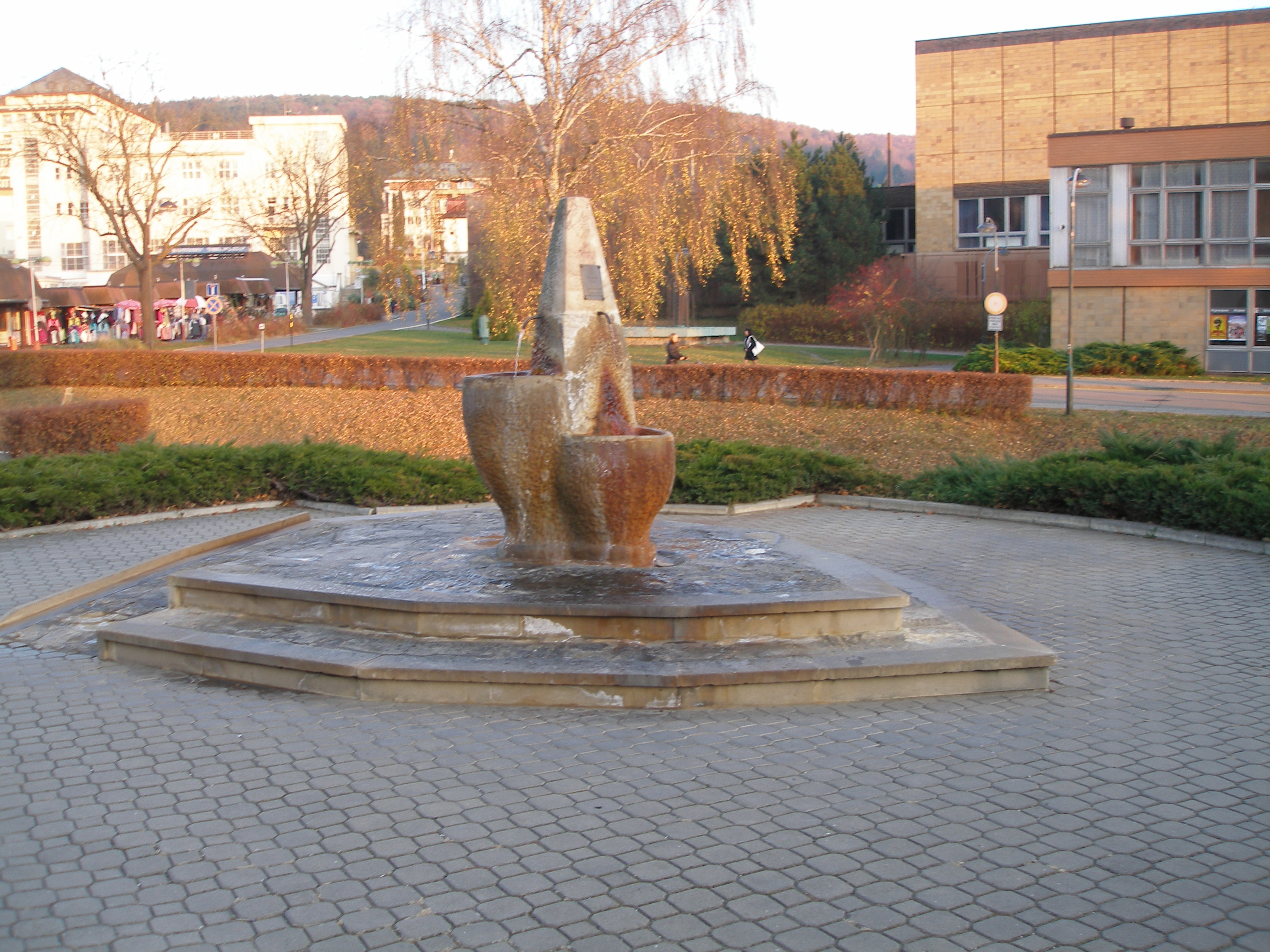
Pramen Svatého Josefa

Vrt z roku 1994 byl původně zamýšlen jako zkušební do hloubky až 500 metrů, kvůli komplikacím ale nebyl dokončen a až v roce 2000 byl přeměněn na čerpací objekt. Pro veřejnost byla v květnu 2000 dokončena kašna od Marka Trizuljaka, do níž pramen vyvěrá, a 7. května 2000 byl pramen během slavnostního otevírání luhačovických pramenů generálním vikářem Mons. Milanem Koubou vysvěcen.
Voda je pro svou nižší mineralizaci velmi vhodná k pitné léčbě při onemocnění trávicího ústrojí, dýchacích cest a k uhličitým koupelím. Ke koupelím se voda mísí v poměru 2:1 s pramenem Jaroslava. Jedná se o přírodní vodu s vysokým obsahem kyseliny borité a se sníženým obsahem soli. Vydatnost pramene je 15 l/min.
Lokalizace: 49°6′5″ s. š., 17°45′27″ v. d.

### Marie

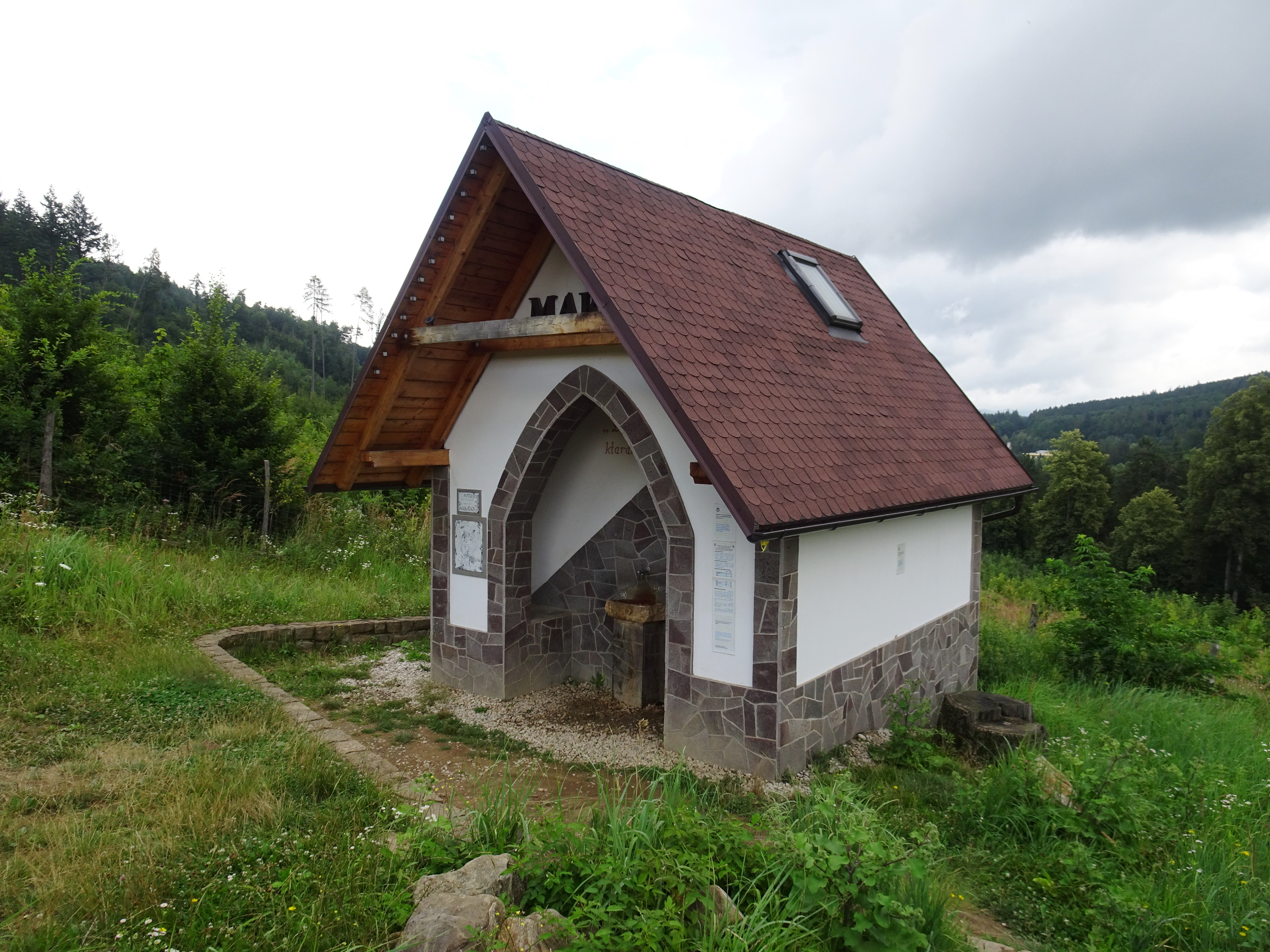
Pramen Marie

Pramen byl navrtán z hloubky 144 m v letech 2008–2010 na úbočí Malé Kamenné jako zdroj vody pro lázeňský dům Praha. Jeho mineralizace je proti ostatním luhačovickým pramenům nízká (jen asi 1,2 g/l), proto zpočátku nedostal status přírodního léčivého zdroje a jako druhý pokus byla vyvrtána Viola, která podmínky splňovala lépe. Časem status získala i Marie. Nad vrtem byla vybudována zděná kaplička s pítkem, voda je z pramene odváděna ca 1 km dlouhým potrubím do LLD Praha.
Lokalizace: 49°6′35″ s. š., 17°45′38″ v. d.

### Viola

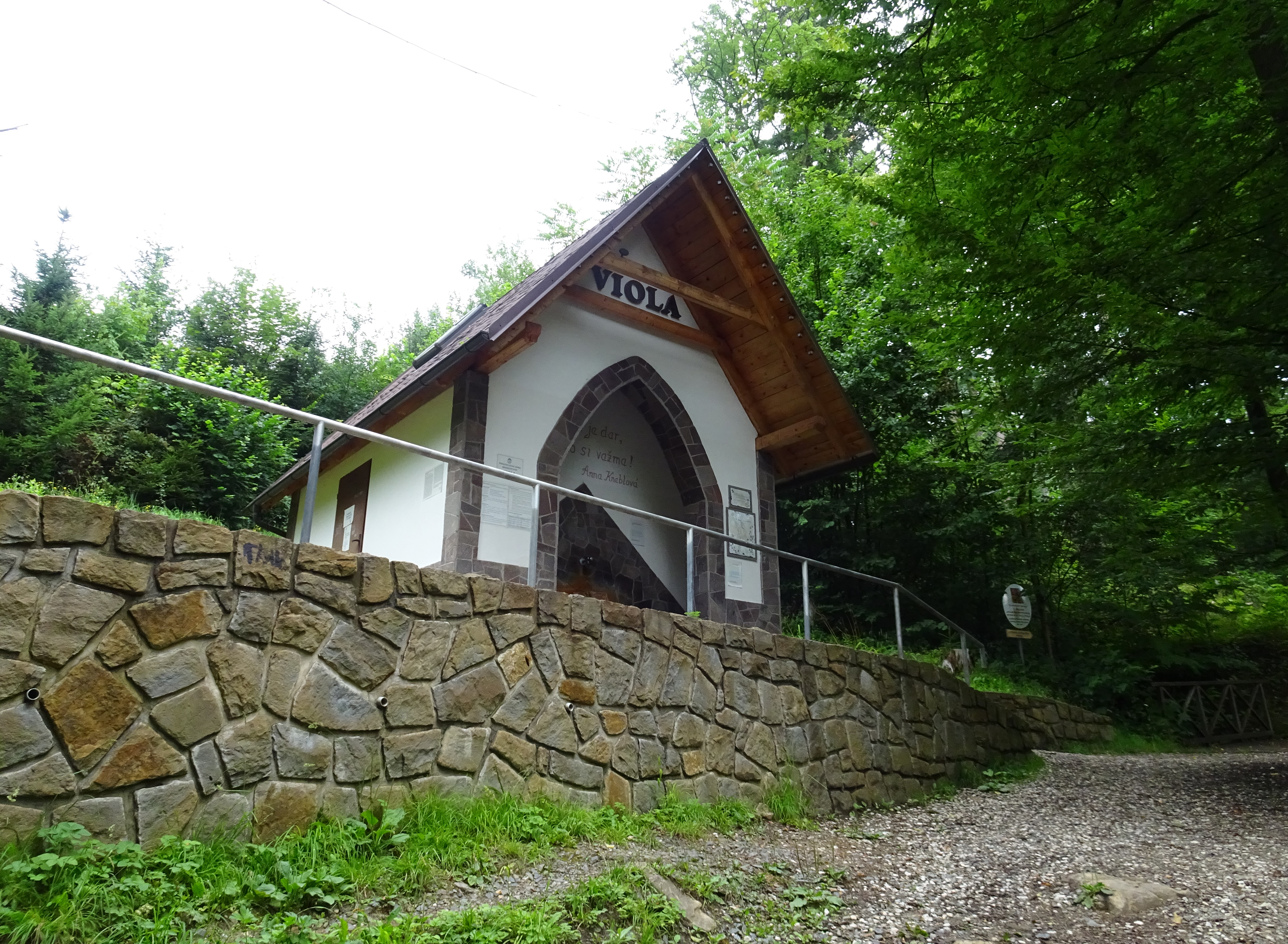
Pramen Viola

Zatím nejnovější luhačovický pramen byl navrtán na konci roku 2010 na úbočí Malé Kamenné nad Ottovkou. Důvodem bylo zajištění minerální vody pro pitné kúry, inhalace a koupele pro pacienty a hosty Lázeňského domu Praha, kam je odváděn potrubím dlouhým 1,3 km. Pojmenován byl „Viola“. Čerpáno je z hloubky 70 m.
Voda je vhodná pro pacienty s onemocněními dýchacího ústrojí, s onkologickými nemocemi, žaludkem, žlučníkem, diabetem nebo s nemocemi cév. Jeho vydatnost je 18 litrů za minutu, celková mineralizace je 11 g/l.
Lokalizace: 49°6′22″ s. š., 17°45′27″ v. d.

### Nový Jubilejní

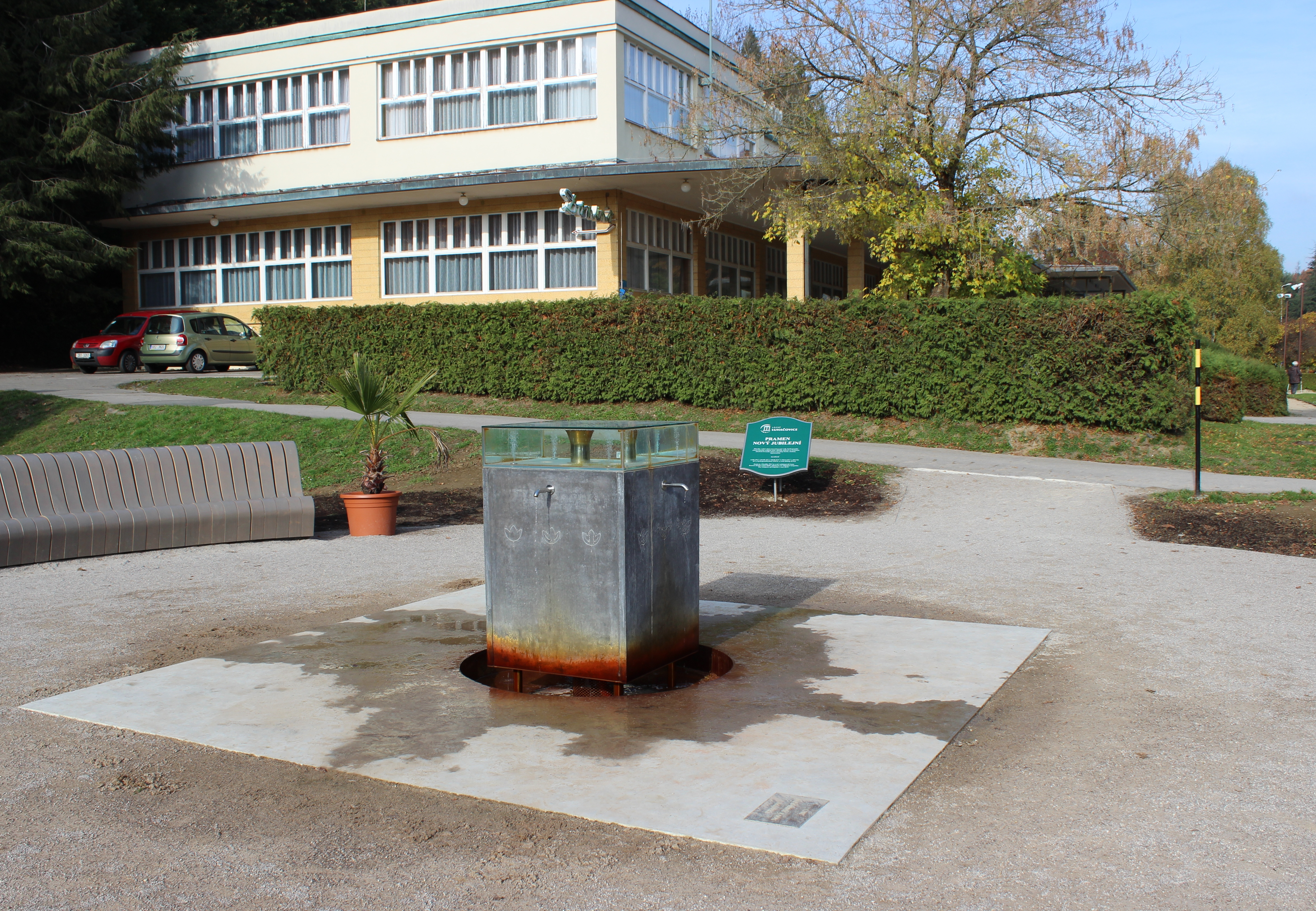
Pramen Nový Jubilejní

Vrtem hloubky 50,5 metrů byl v roce 1988 tento pramen získán v těsné blízkosti pramene Jubilejní, který se nachází vedle tzv. Společenského domu. V roce 2013 byl zpřístupněn veřejnosti. Pítko je integrované do kašny ze skla a kovu, tvarem připomínající krystal soli a ozdobené květy bedrníku.
Minerální voda z tohoto pramene je shromažďována v centrálním vodojemu, kde vytváří spolu s dalšími třemi prameny (Novou Jankovkou, Novou Čítárnou a Elektrou) směs, která je používána k inhalačním a koupelovým procedurám. Vydatnost pramene je 15 litrů za minutu.
Lokalizace: 49°6′25″ s. š., 17°45′40″ v. d.

### Nová čítárna
Ve skále poblíž Společenského domu a původního mělce jímaného pramene byl v roce 1987 v hloubce 50,6 m zachycen pramen Nové čítárny. V době provedení vrtu měl vydatnost 120 litrů za minutu. Aby ale neovlivňoval sousední prameny, je čerpáno pouze 90 litrů za minutu. Minerální voda pramene je odváděna do vodojemu zřízeného pro sběr minerálních vod a následně využívána při inhalačních a koupelových procedurách.

### Nová Janovka
Druhým pramenem navrtaným v roce 1987 byla „Nová Janovka“, podchycená v hloubce 30,5 m severovýchodně od budovy Inhalatoria. V té době řešil vrt nedostatek minerálních vod pro přírodní uhličité koupele. Jeho vydatnost dosahuje 60 litrů za minutu a voda z pramene tvoří jednu ze čtyř složek inhalační a koupelnové směsi. Mimo to je od roku 2016 přiveden do balneoprovozu v dětské léčebně Miramonti, kde je využíván k pitné kúře, inhalacím a uhličitým koupelím.

### Elektra
(někdy též „Elektra 1“) je nejkoncentrovanějším pramenem v Luhačovicích. Vody pramene dříve vytékaly v původním řečišti Luhačovického potoka v místě tehdejší městské elektrárny. V těch místech je vybudován kulturní dům Elektra. V letech 1908 až 1910 byl zachycen a vykopána a vyzděna studna. O 20 let později byl v jejím dně proveden vrt do hloubky 81 m. V letech 1936–1939 byl vyveden na Lázeňské náměstí, mezi léty 1941 a 1966 bylo možné odebírat minerální vodu přímo u pramene. S ohledem na vysoký obsah nerostů se Elektra využívala jako zdroj k výrobě zřídelní soli, sloužící při přípravě domácích inhalací. Nyní je pramen širší veřejnosti nepřístupný a jeho voda se užívá ke koupelím a případně i k pitné léčbě v LD Morava, Alexandria a Společenský dům a do směsi pro inhalační a koupelnové procedury. Čerpatelná vydatnost pramene je po uzavření vedlejšího vrtu Elektra II 30 litrů za minutu.

### Vladimír
Pramen byl vyvrtán v roce 1988 na levém břehu Luhačovického potoka, naproti sanatoria Miramare, u areálu Městské policie. Přírodní léčivý zdroj vyvěrá v hloubce 42 m. Původně sloužil jako pozorovací a záložní. Od dubna 2023 je nově využíván k přírodním minerálním koupelím a inhalacím.
Minerální voda ze zdroje je silně koncentrovaná, hypertonická. Odebírat lze až 60 l/min.

### Jaroslava
Vrt z roku 1998 se nachází v objektu LD Miramare II. Voda čerpaná z hloubky 60 m se používá pro vlastní potřeby sanatoria k uhličitým a přísadovým koupelím, společně s Pramenem sv. Josefa. Podobně jako u PLZ Vladimír jde o silně mineralizovanou, hypertonickou přírodní vodu se zvýšeným obsahem jodu, bromidů a kyseliny borité, která má příznivé účinky na širokou škálu onemocnění. Vydatnost pramene je 30 l/min.

### Jubilejní
Pramen se nachází poblíž zdroje Nový Jubilejní mezi Společenským domem a vilou Alpská růže. Zachycen byl roku 1925 a v 90. letech převystrojen ze studny na vrt o hloubce 8 m. Zdroj slouží jako pozorovací a není jinak využíván.

## Přehled luhačovických pramenů
Seznam pramenů:

| Obrázek                                                                                      | Obrázek                                              | Pramen (starší názvy)                              | Umístění                                                       | Typ, vývod                                        | Zachycen /upraven, zpřístupněn roku          | Z hloubky                 | Vydatnost                                   | Pozn.; pojmenován po                                 |
| -------------------------------------------------------------------------------------------- | ---------------------------------------------------- | -------------------------------------------------- | -------------------------------------------------------------- | ------------------------------------------------- | -------------------------------------------- | ------------------------- | ------------------------------------------- | ---------------------------------------------------- |
| Upravený pramen v pavilonu Aloisky (2024)                                                    |                                                      | Aloiska Lesní pramen, Pramen v hoře, Luisin pramen | záp.úbočí V.Kamenné nad Bílou čtvtí                            | kopaná studna, zvon, altán                        | před 1770 /1830, 1905, 1914, 1924–1929, 1963 | pův. vývěr /studna 14,4 m | 3 l/min                                     | Aloisie Serényiová (1791 – 1862, žena Jana N.S.)     |
| Někdejší pramen Amandka na kolonádě (2024)                                                   |                                                      | Amandka Pramen Bublavý, nebo také Slaný            | sev.úpatí V.Kamenné; 1949 Velká kolonáda                       | vývěr/kopaná studna, zvon, hala (zapadlá hladina) | 1669–1680/1792, 1904, 1908, 1949             | 3,5 m                     | přetok do kanalizace (do r. 1988 3,7 l/min) | Amand Serenyi (1715 – 1770, bratr Ondřeje S.)        |
|                                                                                              |                                                      | Antonínka                                          | nad tenisovým hřištěm                                          | studna (likvidována 1993)                         | 1856–1857                                    | 10–15 m                   |                                             | Antonín S. (†1811, synovec Vincenta S.)              |
|                                                                                              |                                                      | Bystrica, BV 30                                    |                                                                | vrt (likvidován 2014)                             | 1961–1973                                    | 10–15 m                   | pozorovací, odtéká do řeky,                 | blízký LD                                            |
|                                                                                              |                                                      | Čítárna, U čítárny                                 | Lázeň.nám, vých. od Spol. domu                                 | vrt (likvidován 1993)                             | 1856–1857                                    | 10–15 m                   | ca 25 l/min                                 | někdejší blízký objekt                               |
| Vrt Nová Čítárna, lázeňské náměstí (2024)                                                    |                                                      | Nová Čítárna, BVJ 301                              | Lázeň.nám, vých. od Spol. domu                                 | vrt, šachtice                                     | 1987 /1990                                   | 50,6 m                    | 90 l/min                                    | někdejší blízký objekt                               |
|                                                                                              |                                                      | Dagmar                                             |                                                                | vrt (likvidován 1993)                             | 1961–1973                                    | 10–15 m                   |                                             | blízký LD                                            |
| Pítko Pramene dr. Františka Šťastného (2024), lázeňský park                                  |                                                      | Pramen MUDr. Fr. Šťastného Gejzír, Janovka         | sev.záp.úpatí V.Kamenné, u lázeň.divadla naproti hotelu Dagmar | vrt, kašna                                        | 1929 /1967                                   | 37 m                      | 5 l/min                                     | Dr. Fr. Šťastný                                      |
| Vrt Elektra (2024), ul. Dr. Veselého                                                         | pítko Elektra, LD Morava, Luhačovice 2024            | Elektra                                            | KD Elektra                                                     | vrt (pův. vývěr/kopaná studna)                    | před 1930 /1941–1966                         | 81,4 m                    | pův.14 l/min, po uzavření E.II 30 l/min     | býv. elektrárna                                      |
| Vrt Elektra II., 2011                                                                        |                                                      | Elektra II, BV 29                                  | KD Elektra, 5 m od Elektra I                                   | vrt (likvidován 2014)                             | 1918/1976                                    | 13,5 m                    | 15 l/min, pozorovací                        | býv. elektrárna                                      |
|                                                                                              |                                                      | Jaroslava, BJ 331                                  | LD Miramare II                                                 | vrt, čerpání                                      | 1998                                         | 60 m                      | 30 l/min                                    |                                                      |
| Pramen Marie, Luhačovice 2024                                                                |                                                      | Marie, BJ 340                                      | j.úbočí M.Kamenná                                              | vrt, čerpání                                      | 2008–2010                                    | 144 m                     |                                             |                                                      |
|                                                                                              |                                                      | Janovka, Nový pramen                               | sv. od budovy Inhalatoria                                      | studna/vrt (likvidován 1993)                      | 1. pol. 19. stol.                            | 10–15 m                   | ca 25 l/m                                   | Jan Nepomuk Serényi (1776–1854, synovec Vincenta S.) |
| Vrt Nová Janovka (2024), lázeňský park-ul. Dr. Veselého                                      |                                                      | Nová Janovka, BVJ 302                              | sv. od budovy Inhalatoria                                      | vrt, šachtice                                     | 1987 /1990                                   | 30,3 m                    | 60 l/min                                    | Jan Nepomuk Serényi (1776–1854, synovec Vincenta S.) |
|                                                                                              |                                                      | Jubilejní, Luční                                   | Lázeň.nám, záp. od Spol. domu                                  | kopaná studna, vrt; (pozorovací)                  | 2. pol. 18. stol. /1938                      | 8,6 m                     | 14 l/min, pozorovací                        | 25.výročí a.s. lázní Luhačovice                      |
| Pítko vrtu Nový Jubilejní (2024), lázeňský park                                              |                                                      | Nový Jubilejní, BVJ 304                            | Lázeň.nám, záp. od Spol. domu                                  | vrt                                               | 1988/1990 /2004 minerál. vodovod/2013 pítko  | 55,5 m                    | 15 l/min (2010: 60 l/min)                   | 100. výročí a.s. lázní Luhačovice                    |
| Pavilon s pítkem pramene Ottovka (2024), v pozadí pramenná jeskyně, lázeňský park Luhačovice | Historické pítko z r. 1939, Ottovka, Luhačovice 2024 | Ottovka, pramen V Zelnici                          | j.úpatí Malé Kamenné, altán Josefa Skřivánka                   | vývěr / kopaná studna, zvon, altán                | 1905 /1929, 1937–1939                        | 0,3 m / 1,5 m             | 2,8 l/min                                   | Otto Serényi (1855–1927)                             |
| pítko zaniklého Sirného pramene (2021), vodoléčebné lázně                                    |                                                      | Sirný (Sírný) Sirkovnica, BJ 411                   | levý břeh Luhačovického potoka, u garáží, 1912 Sirné lázně     | vývěr/studna, čerpání (opuštěn)                   | před 1700 /1912                              | vývěr                     | až 60 l/min                                 | celková mineralizace byla 0,6 g/l                    |
| pramen Solné, Luhačovice 2024                                                                |                                                      | Solné, pramen v Solné                              | údolí Solné                                                    | studánka (vývěr)                                  | před 2015                                    | 0 (vývěr)                 | proměnlivá (≤ 1 l/min)                      | potok, údolí                                         |
| Kašna pramene Sv.Josef, Luhačovice 2024                                                      | Pítko Sv.Josef, LD Miramare Luhačovice 2024          | Sv. Josef, BJ 321                                  | kostel Sv. Rodiny – kašna Marka Trizuljaka                     | vrt                                               | 1994/2000                                    | 84 m                      | 30 l/min                                    | svatý Josef                                          |
|                                                                                              |                                                      | Ústřední                                           | u Jurkovičova domu                                             | studna (likvidován 1993)                          | 2. pol. 18. stol.                            | 10–15 m                   | 14 l/min                                    | centrální poloha                                     |
|                                                                                              |                                                      | Nový Ústřední BVJ 305                              | u Jurkovičova domu                                             | vrt                                               | 1988                                         | 30–50 m                   | nevyužíván                                  | centrální poloha                                     |
| Dvorana Vincentka, Luhačovice 2024                                                           | čerpaní staré Vincentky, Luhačovice 2024             | Vincentka, Hlavní pramen                           | s.úbočí V.Kamenné; 1948 hala Lázeň.nám.                        | vývěr, studna, zvon, hala (likvidován 2012)       | po 1680                                      | 8 m                       | 10–12 l/min (po 1988 pozorovací)            | Vincent Serényi (1752–1810)                          |
| Vrt Vincentka II, Luhačovice 2024                                                            |                                                      | Vincentka II, Vincentka 2, BJ 303                  | záp.od Jurkovičova domu, 1988 hala                             | vrt, hala (dvorana Vincentka)                     | 1988                                         | 50,2 m                    | 40 l/min (2010: 14 l/min) pitná kúra        | Vincent Serényi (1752–1810)                          |
| Vrt Nová Vincentka, Luhačovice 2011                                                          |                                                      | Nová Vincentka                                     | severní úpatí V. Kamenné; stáčírna za silnicí II/491           | vrt                                               | 1988/1991                                    | 35 m                      | 30 l/min, lahvování                         | Vincent Serényi (1752–1810)                          |
| Pramen Viola, Luhačovice 2024                                                                | Pramen Viola, původní úprava vrtu, 2013              | Viola, BV 341                                      | jižní úbočí M.Kamenné                                          | vrt                                               | 2010                                         | 70 m                      | 18 l/min                                    |                                                      |
| Vrt Vladimír, Luhačovice 2024                                                                |                                                      | Vladimír, BJ 306                                   | nábřeží                                                        | vrt, šachtice                                     | 1988                                         | 42 m                      | 60 l/min                                    |                                                      |

Vysvětlivky
1. 1 2  více údajů znamená, že provedení/vývod pramene se v průběhu let měnil

Kromě uvedených existovaly a případně stále existují i další, dnes již zaniklé prameny a nevyužívané zkušební vrty v různém stádiu konzervace, viz např. Celková vydatnost pramenů v Luhačovicích byla k roku 2015 podle přibližně 300–350 l/min, využívány z toho byly přibližně dvě třetiny.

## Terapeutické využití

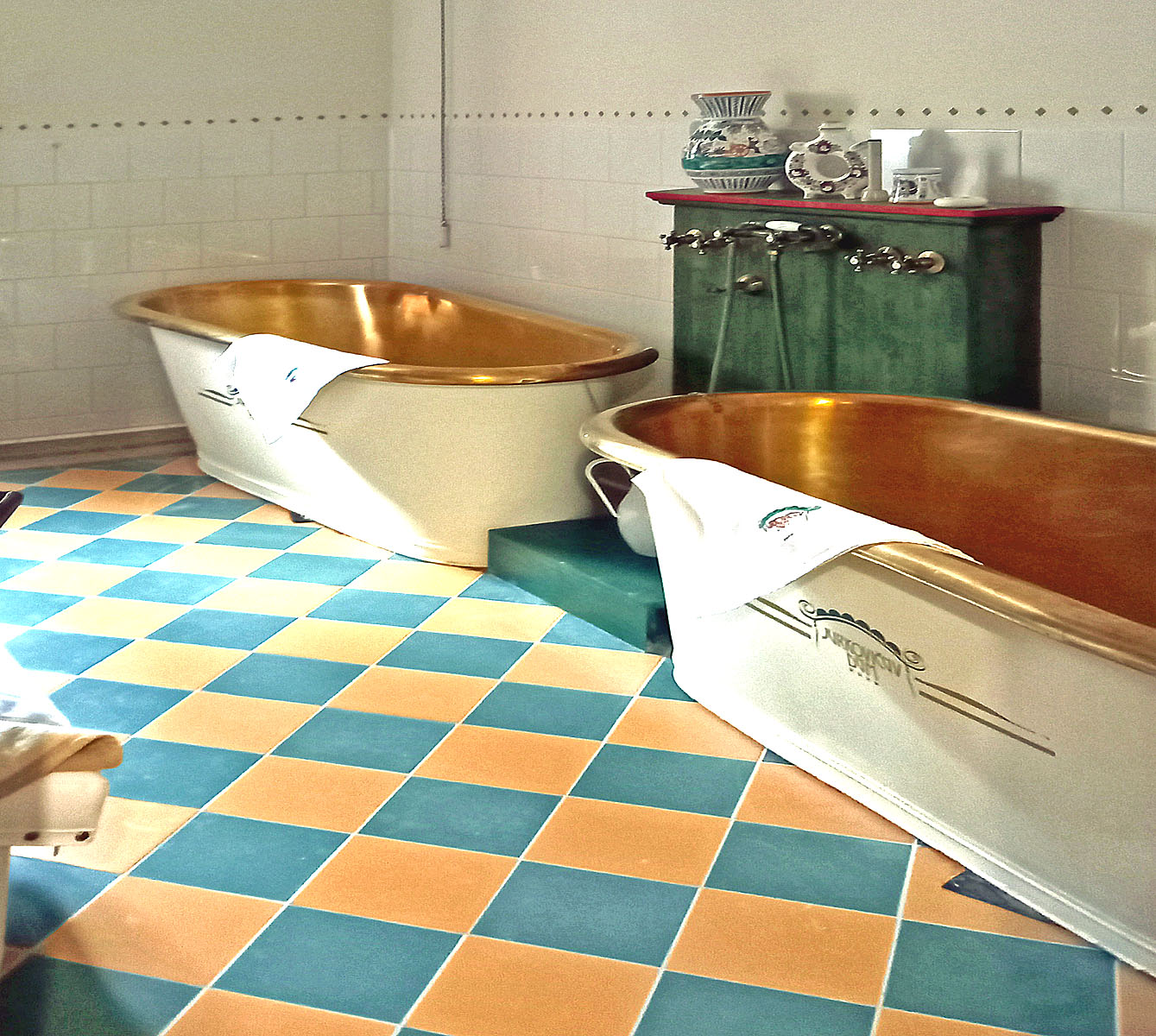
Tradiční vanová koupelna, Janův dům

Do konce 19. stol. Luhačovice byly solnými a klimatickými lázněmi, praktikovány byly minerální koupele a pitná léčba v kombinaci s pitím kravského mléka, kyšky a žinčice. Léčeny byly ženské nemoci a zažívací ústrojí, v následujícím století převládla léčba onemocnění respiračních. Po roce 1902 došlo k reformě léčebných postupů i jejich indikací. Později se přidala elektroléčba, slatinné a sirné lázně i vodoléčba a zdravotní tělocvik.
Ve smyslu lázeňského zákona č. 164/2001 Sb. jsou luhačovické prameny přírodními léčivými zdroji minerální vody. Jsou využívány k pitným kúrám, z větší části pak dnes ke koupelím a k inhalacím. Pro použití v balneoprovozech jsou jímány a míseny vody ze zdrojů Nový Jubilejní, Nová Janovka, Nová Čítárna a Elektra (Lázně Luhačovice a.s.), Jaroslava a sv. Josef (LD Miramare), a Viola (LD Praha).
Dle léčebných indikací má zdejší voda pozitivní účinek zvláště na onemocnění dýchacího a trávicího ústrojí, na poruchy látkové výměny a pohybového aparátu, nemoci oběhového ústrojí a na postonkologické stavy. Prospívají lidem s cukrovkou, podporují krevní oběh. Nejčastěji využívanými léčebnými metodami jsou pitná kúra, inhalace, vodoléčebné procedury, masáže a léčebný tělocvik.
Vzhledem k vyšší mineralizaci se u většiny luhačovických pramenů nedoporučuje pít více než 2 až 5 dl minerální vody denně. Déle trvajícímu nebo intenzivnějšímu pití výše mineralizovaných vod by měla vždy předcházet konzultace s lékařem.

### Složení minerálních vod
Výběr ze složení minerálních vod některých pramenů:
| Pramen               | Aloiska              | Dr. Šťastný                    | Marie       | Nová Janovka   | Nový Jubilejní       | Ottovka        | Solné  | Vincentka                           | Viola                |
| -------------------- | -------------------- | ------------------------------ | ----------- | -------------- | -------------------- | -------------- | ------ | ----------------------------------- | -------------------- |
| Odparek /180°C, mg/l | 5900–8300            | 9000                           | ca. 1000    | 4000           | 5900                 | 4100           |        | 6600                                | ca 7000              |
| CO₂ volný, mg/l      | 1950–3200            | 2300                           | 590         | 2100           | 2800                 | 2300           |        | 2700–3600                           | 2790                 |
| Na⁺, mg/l            | 2050–2940            | 2760                           | 85          | 1190           | 1790                 | 1180           |        | 2350–2450                           | 2580                 |
| NH₄⁺, mg/l           | 8–29                 | 12                             |             | 7,8            | 9,9                  | 4,4            | <0,05  | 9,7                                 |                      |
| Ca²⁺, mg/l           | 183–215              | 244                            | 143         | 151            | 169                  | 239            |        | 230–260                             | 305                  |
| Mg²⁺, mg/l           | 37–46                | 13                             | 28          | 14             | 12                   | 40             |        | 14–17                               | 51                   |
| Fe²⁺, mg/l           | 0,05–0,17            | 0,4                            | 2,6         | 0,5            | 1,5                  | 0,3            | <0,001 | 0,4–4                               | 12                   |
| Cu²⁺, mg/l           | <0,01                | <0,01                          |             | <0,01          | 0,02                 | <0,01          |        | <0,01                               |                      |
| Cl⁻, mg/l            | 1460–2420            | 2160                           | 25,9        | 873            | 1380                 | 973            |        | 1450–1760                           | 2140                 |
| I⁻, mg/l             | 10                   | 11                             |             | 4,4            | 7                    | 7              |        | 6,5–8                               | 9                    |
| HCO₃⁻, mg/l          | 3900–5800            | 6000                           | 817         | 2800           | 3900                 | 2700           |        | 4400–4800                           | 5430                 |
| NO₂⁻, mg/l           | 0,01–0,45            | <0,04                          |             | <0,04          | <0,04                | <0,04          | <0,02  | <0,04                               |                      |
| NO₃⁻, mg/l           | <2                   | <2                             |             | <2             | <2                   | <2             | 9,3    | <2                                  |                      |
| SO₄²⁻, mg/l          | 65–110               | <5                             | 7,5         | <5             | <5                   | 77             |        | <5                                  | 12                   |
| Další                | Ba²⁺, Br⁻, Li⁺, BO₂⁻ | Ba²⁺, Sr²⁺, Br⁻, Li⁺, F⁻, BO₂⁻ |             | Br⁻, Li⁺, BO₂⁻ | Ba²⁺, Br⁻, Li⁺, BO₂⁻ | Br⁻, Li⁺, BO₂⁻ |        | Ba²⁺, Br⁻, Li⁺, F⁻, BO₂⁻, stopy H₂S | Ba²⁺, Br⁻, Li⁺, BO₂⁻ |
| CHSKᴹⁿ               | 2,4–13               | 15                             |             | 5,3            | 9,9                  | 6,5            | <0,5   | 11                                  |                      |
| pH                   | 6,4–6,8              | 6,8                            |             | 6,6            | 6,6                  | 6,5            | 7,5    | 6,5                                 |                      |
| Osmo tonus           | slabě hypotonická    | hypertonická                   | hypotonická | hypotonická    | hypotonická          | hypotonická    | pitná  | slabě hypotonická                   | isotonická           |
| Další zdroje         | [ 37 ] [ 38 ] [ 39 ] |                                | [ 40 ]      |                |                      |                | [ 41 ] | [ 37 ] [ 19 ]                       | [ 42 ]               |

Vysvětlivky
1. ↑  Vincentka v lahvích je odželezená
2. ↑  nepřímé stanovení především organických látek jako látek oxidovatelných

## Ochrana pramenů

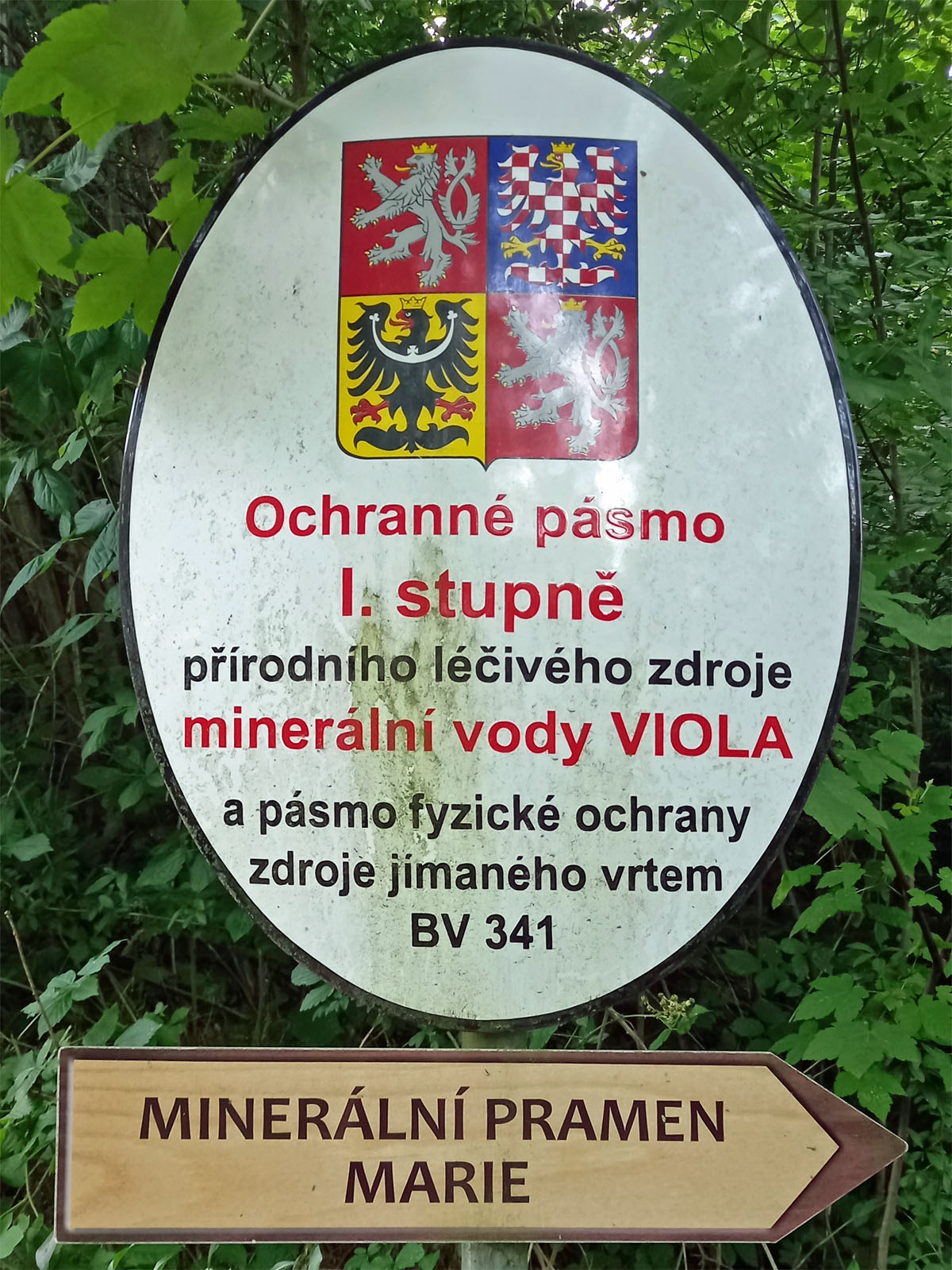
Vyznačení ochranného pásma I. stupně PLZ Viola

Prameny vznikly jako výsledek příznivého souběhu subtilních přírodních podmínek a jsou značně citlivé na změny okolního prostředí. Vznikají a zanikají, mění se jejich složení i vydatnost. Ohrožovány jsou vlivy klimatickými (kolísání srážek), geologickými (zemětřesení, posuny zemské kůry, sesuvy půdy), i antropogenními, civilizačními (stavební a hornické zásahy do podloží, znečištění, nadužívání zdrojů i území, aj.).
Pro Luhačovické minerální prameny je charakteristická zejména antropogenní kontaminace. Závažné riziko představuje kontaminace bakteriologická, i vzhledem k častému přetěžování místní kanalizační sítě a v souběhu s vysokým odběrem minerálních vod a slabým doplňováním podzemních vod srážkami v lázeňské sezóně. V minulosti tak byly opakovaně zasaženy mělce podchycené PLZ jako Čítárna, Jubilejní a Ústřední (1985–1987), také Vincentka (2003), Ottovka nebo Aloiska.. Další rizika kvalitě minerálních vod přináší v úzké lázeňské kotlině vedení frekventované silnice II/492 Uherský Brod – Dolní Lhota jak emisemi z motorů, tak i možností havárie.
Statut lázeňského místa Luhačovic byl schválen usnesením vlády RČS ze dne 18.1.1956. Ochranná pásma luhačovického pramenného území, omezující činnosti ohrožující PLZ, byla vymezena vyhláškou Jm KNV ze dne 13.12.1988. V současnosti je ochrana přírodních léčivých zdrojů legislativně upravena lázeňským zákonem č. 164/2001 Sb., v platném znění.